# 秋のコンチェルト
『秋のコンチェルト』（あきのこんちぇると、原題:下一站, 幸福）は台湾のテレビドラマ。三立電視製作。
2009年10月4日から2010年2月28日まで台湾の台湾電視公司、2009年10月10日から2010年3月6日まで台湾の三立電視で放送された。
日本では、2010年2月27日から2010年10月16日までDATVで放送された。

## エピソード・サブタイトル
全34話
| 各話   | サブタイトル             |
| ------ | ------------------------ |
| 第1話  | 最悪の出会い             |
| 第2話  | 偽りのキス               |
| 第3話  | 父の思い出               |
| 第4話  | 養父の魔の手             |
| 第5話  | 君を守る                 |
| 第6話  | 学内法廷                 |
| 第7話  | 脳腫瘍発覚               |
| 第8話  | 告白                     |
| 第9話  | 苦しみの術前検査         |
| 第10話 | 思い出づくり             |
| 第11話 | 花田村                   |
| 第12話 | プロポーズ               |
| 第13話 | 宇宙人パパ、現る!?       |
| 第14話 | 6年後の再会              |
| 第15話 | 疑念と反発               |
| 第16話 | 家族参観日               |
| 第17話 | 花田村の疑惑             |
| 第18話 | 思い出の聖徳大学へ       |
| 第19話 | 土壌汚染の真相           |
| 第20話 | 記憶のかけら             |
| 第21話 | 涙の別れ                 |
| 第22話 | シャオラー出生の秘密     |
| 第23話 | よみがえる記憶           |
| 第24話 | 復しゅうに燃える心       |
| 第25話 | 強いられた結婚           |
| 第26話 | 仮面夫婦                 |
| 第27話 | レイプ事件の傷跡         |
| 第28話 | 罠に堕ちたチーシン       |
| 第29話 | 妻への疑惑               |
| 第30話 | 命がけの救出             |
| 第31話 | 家族の絆                 |
| 第32話 | 殺人の記憶               |
| 第33話 | 明かされる真実           |
| 第34話 | 幸せは、きっとすぐそこに |

## キャスト

### メインキャスト
| 役名 年齡                              | 俳優名                          | 役柄紹介                                                           |
| 任光晞 （レン・クァンシー） 22〜28歳   | 呉建豪 （ヴァネス・ウー）       | 聖徳大学の学長である母の息子、法学部学生 （6年後）敏腕弁護士       |
| 梁慕橙 （リャン・ムーチェン） 20〜26歳 | 安以軒 （アン・アン）           | 聖徳大学の学生食堂夫婦の娘 （6年後）梁暁楽の母                     |
| 梁暁楽 （リャン・シャオラー） 4歳      | 小小彬 （シャオシャオビン）     | 任光晞と梁慕橙の息子                                               |
| 何以茜 （ハー・イーチエン） 21〜27歳   | 許瑋甯 （ティファニー・シュー） | 建設会社会長の娘、医学部学生 （6年後）小児科医師、任光晞の婚約者   |
| 花拓也 （フア・トゥオイエ） 22〜28歳   | 呉慷仁 （ウー・カンレン）       | 聖徳大学園芸学部学生 （6年後）梁慕橙と梁暁楽を見守る梁慕橙の理解者 |

### サブキャスト
| 役名                          | 俳優名                            | 役柄紹介                 |
| ----------------------------- | --------------------------------- | ------------------------ |
| 方德容 （ファン・ダーロン）   | 劉瑞琪 （リュウ・ルイチ）         | 光晞の母、聖徳大学の学長 |
| 小林律師                      | 劉亮佐 （リュウ・リャンズオ）     | 弁護士                   |
| 許方國 （シュー・ファンクオ） | 鄭有傑 （チェン・ヨージエ）       | 聖徳大学法学部学生       |
| Jacko （ジャッコ）            | 曾少宗 （フィガロ・ツェン）       | 光晞の大学の友人         |
| 花癡心 （フア・チーシン）     | 朱芯儀 （アマンダ・ヂュ）         | 拓也家の養女             |
| 花田喜氏                      | 林美秀 （リン・メイシュウ）       | 拓也の母                 |
| 梁允中                        | 温昇豪 （ウェン・シェンハオ）     | 梁慕橙の父、特別出演     |
| 羅家達 （ルオ・チアター）     | 張懐秋 （ハリー・チャン、大嘴巴） | 入院患者、特別出演       |

## 主題歌
オープニングテーマ
- 『我愛他』

歌 - 丁噹（ディン・ダン）
エンディングテーマ
- 『突然想愛你』

歌 - 丁噹（ディン・ダン）、周華健（エミール・チョウ）

## スタッフ
- プロデューサー：方孝仁
- 演出：陳慧翎 （チェン・フイリン）
- 脚本：陳慧翎、陳惠珍、曽詠婷、黄継柔、王玉琪、陸亦華

## ソフトウェア

### DVD
販売元：エスピーオー
- 「秋のコンチェルト DVD-BOXI」（2010年10月6日）
- 「秋のコンチェルト DVD-BOXII」（2010年11月5日）
- 「秋のコンチェルト DVD-BOXIII」（2010年12月3日）

## 日本国内放送局
| 放送地域 | 放送局     | 放送期間                     | 放送日時                         | 放送系列       |
| -------- | ---------- | ---------------------------- | -------------------------------- | -------------- |
| 日本全域 | DATV       | 2010年2月27日 - 10月16日     | 毎週土曜 22時00分 - 23時00分     | CS放送         |
| 日本全域 | BS日テレ   | 2010年6月2日 - 2011年1月26日 | 毎週水曜 23時00分 - 23時54分     | BS放送         |
| 大阪府   | テレビ大阪 | 2011年2月1日 - 3月23日       | 毎週月曜〜金曜 9時00分 - 9時54分 | テレビ東京系列 |
| 京都府   | KBS京都    | 2012年1月13日 - 8月31日      | 毎週金曜 23時00分 - 23時55分     | JAITS          |